# Autócrino
Um sinalizador autócrino é um mensageiro químico (hormônio) produzido por uma célula (chamado de agente autócrino), que age nesta mesma célula.
A secreção autócrina ocorre quando uma célula secreta um mensageiro químico para atuar em seus próprios receptores, como por exemplo a produção do fator de crescimento epidérmico. 
Ocorre quando o sinal age sobre a célula que o emitiu. Muito utilizado com a intenção de amplificar  sinais, como a retroalimentação positiva. Pode também atuar na retroalimentação negativa, inibindo sua própria síntese. Vale ressaltar, que há necessidade de que a célula que produz a substância, também possua receptor para a mesma.Dentre os diferentes tipos de comunicação celular que envolvem moléculas de sinalização destacam-se: além da comunicação autócrino, comunicação endócrina, comunicação parácrina, comunicação intrácrina, comunicação justácrina. 